# MV Rabaul Queen
MV Rabaul Queen fue un ferry de pasajeros de Papúa Nueva Guinea. Construido en Japón en 1983 por PNG's Rabaul Shipping, el ferry tenía una ruta habitual entre la ciudad de Kimbe, ubicada en la isla de Nueva Bretaña, y Lae en la Papúa-Nueva Guinea continental. 
El 2 de febrero de 2012, se hundió a unas nueve millas náuticas de Finschhafen, en la ruta entre Kimbe y Lae. El navío envió una señal de socorro a primera hora de la mañana. Se estima que iban a bordo 12 personas de la tripulación y 350 pasajeros. Unos 193 pasajeros fueron rescatados, dándose por desaparecidos a más de 183 pasajeros.
La oficina provincial de Gestión de Desastres redujo el 2 de marzo de 246 a 237 el número de personas que fueron rescatadas con vida después de que el barco se hundiera a 80 kilómetros de Lae, la segunda ciudad del país.